# Hersonska oblast
Hersonska oblast (ukrajinski: Херсонська область, Khersons’ka oblast’, Khersonshchyna)  oblast je koja se nalazi se u južnoj Ukrajini. Upravno središte oblasti je grad Herson.

## Zemljopis
Hersonska oblast ima ukupnu površinu 28.461 km2, u njoj živi 1 016 707 stanovnika te je prema broju stanovnika 22. oblast po veličini u Ukrajini. 706 200 (60,1 %) stanovnika živi u urbanim područjima, dok 468 900 (39,9 %) stanovnika živi u ruralnim područjima.
Hersonska oblast graniči na sjeveru s Dnjipropetrovskom oblasti, na istoku graniči sa Zaporiškom oblasti i Azovskim morem, na zapadu s Mikolajivskom oblasti dok na jugu graniči s Krimom i Crnim morem.

## Stanovništvo
Ukrajinci su najbrojniji narod u oblasti i ima ih 961.600 što je 82,0 % ukupnoga stanovništva oblasti.
- Ukrajinci: 82,0 %
- Rusi: 14,1 %
- Bjelorusi: 0,7 %
- Tatari: 0,5 %
- Armenci: 0,4 %
- Moldavci: 0,4 %
- Turci: 0,3 %
- Krimski Tatari: 0,2 %
- ostali: 0,1 % ili manje

Ukrajinskim jezikom kao materinjim govori 73,2 % stanovništva, dok ruskim jezikom kao materinjim govori 24,9 % stanovništva.

## Administrativna podjela
Hersonska oblast dijeli se na 18 rajona i devet gradova od kojih njih tri imaju viši administrativni stupanj, također oblast ima i 30 malih gradova i 658 naselja.

## Vanjske poveznice
- Službena stranica oblasti

### Ostali projekti
|  | Zajednički poslužitelj ima još gradiva o temi Hersonska oblast |